# سنترتون (آرکانزاس)
سنترتون (آرکانزاس) (به انگلیسی: Centerton, Arkansas) یک شهر در ایالات متحده آمریکا با جمعیت ۹٬۵۱۵ نفر است که در آرکانزاس واقع شده‌است.

## موقعیت جغرافیایی
موقعیت جغرافیایی شهرها و مناطق اطراف به شرح زیر است: